# Faustino Asprilla
Faustino Hernán Asprilla Hinestroza (Tuluá, Valle del Cauca, 10 de noviembre de 1969) es un exfutbolista, comentarista deportivo y modelo colombiano. Jugaba como delantero. 
Se desempeñó en Cúcuta Deportivo, Atlético Nacional, Parma, Newcastle United, Universidad de Chile, Estudiantes de La Plata y en la selección Colombia.
Fue parte de la generación de futbolistas de su país de finales de la década de 1980 y comienzos de los 1990 junto a Carlos Valderrama, René Higuita, Freddy Rincón, Leonel Álvarez, entre otros.
Ganó cinco títulos con el Parma Football Club, jugó en dos ediciones de la Copa Mundial de Fútbol (1994 y 1998) y fue votado uno de los cinco mejores futbolistas colombianos en la historia de la División Mayor del Fútbol Colombiano.
Asprilla tuvo destacadas actuaciones en los clubes con los que jugó y en la selección de fútbol de Colombia. Sin embargo, sus escándalos por fuera de los campos de juego y su excéntrica vida personal le impidieron una carrera más exitosa y extensa. Al respecto se recuerda la frase de varios analistas que han lamentado que «Asprilla no quiso ser el mejor jugador del mundo».
Sus primos Miguel, Jimmy y Carlos Fernando también fueron futbolistas profesionales.
Actualmente es panelista del programa ESPN F360 en su edición para Colombia, conducido por Antonio Casale, y semanalmente forma parte de la edición colombiana de ESPN Equipo F, conducido por Adolfo Pérez.

## Trayectoria

### Inicios
Asprilla se formó en la Escuela de Fútbol Carlos Sarmiento Lora de la ciudad de Tuluá, Valle del Cauca. La Sarmiento, se conoce comúnmente, ha sido un tradicional semillero de grandes valores colombianos y muchos de ellos han iniciado su carrera profesional principalmente en el Deportivo Cali, equipo con el que ha tenido una relación comercial de vieja data.
Asprilla, como vallecaucano, aspiraba a llegar a ser parte de alguno de los dos equipos profesionales de su tierra, bien fuera el América o Deportivo Cali. A pesar de sus condiciones y habilidades, no pasó las pruebas que ambos conjuntos le practicaron para hacerse a sus servicios.
Estuvo en la Sarmiento dos años (1986-1987) y luego fue vendido al Cúcuta Deportivo en 1988. Allá, poco a poco, se fue ganando un lugar en el cuadro de la frontera y se fue volviendo conocido para los hinchas locales, no solo por sus goles sino también por su celebración con voltereta incluida, la que con el tiempo se volvió en una especie de marca registrada. Con el conjunto motilón estuvo dos temporadas (1988-1989)
En 1990 llega al Nacional. Tuvo una campaña muy destacada con el equipo verde marcando muchas anotaciones y haciendo una sociedad atacante con Víctor Hugo Aristizábal; pero no fue suficiente para obtener el título, teniendo que conformarse con el subcampeonato detrás del América.
En 1991 nuevamente hace pareja en el ataque verde con Aristi y de nuevo se presenta un cabeza a cabeza por el título con el América, en el que en esta oportunidad Nacional consigue desquitarse de lo acontecido un año atrás y, casualmente, en un partido en Medellín entre ambos rivales donde los verdolagas se coronaron campeones a falta de una fecha para concluir el torneo.
Después de jugar con la selección colombiana el Preolímpico 1992 en Paraguay, en el cual fue una de las revelaciones, Asprilla recibe el ofrecimiento para ir a jugar a Italia, más concretamente al Parma FC.

### Parma
En 1992 jugó en la temporada de la Liga Italiana con el Parma F. C., cumpliendo una destacada actuación, que le llevó a ser propuesto para el Balón de Oro (fue propuesto en dos ocasiones durante su carrera). Durante su estancia en el país transalpino, lo vincularon con una actriz de cine para adultos, Petra Scharbach; debido a esto su rendimiento en el campo cayó notablemente. En Italia también es recordado por anotar un gol que le quitó un invicto de 58 fechas al todopoderoso AC Milan, partido oficiado en el estadio San Siro y que culminó 0-1 a favor de la visita.

### Newcastle United
Después participó en cinco temporadas consecutivas en la Liga Premier inglesa con el Newcastle United, donde tuvo una brillante actuación al marcar una tripleta contra el FC Barcelona, estuvo en el radar de Real Madrid por sus grandes actuaciones pero en último momento se cayó el fichaje esperado en la primera fase de la Liga de Campeones de la UEFA. Allí tuvo una delicada lesión de rodilla que poco a poco fue bajando su nivel, lo cual fue clave para su regreso al Parma para la temporada

### Palmeiras
En 2000 estuvo desempeñándose como delantero del Palmeiras, club con el que participó en eventos internacionales, como la Copa Mercosur, la Libertadores de América y la Intercontinental de Clubes.
Luego de su paso por el fútbol brasileño el Equipo Atlético Nacional de Medellín compró sus derechos deportivos

### Universidad de Chile
A comienzos de 2003 el club chileno Universidad de Chile necesitaba traer a una gran estrella, ya que su archirrival Colo-Colo había incorporado a sus filas a Iván Zamorano. Entonces incorporaron a Asprilla, quien tuvo una buena temporada con cinco goles en trece partidos, a pesar de que el médico del equipo chileno afirmó que no entendía cómo Asprilla seguía jugando al fútbol con el estado de la rodilla.
Asprilla generó además una gran asociación en el ataque con un joven Mauricio Pinilla. Pese al poco tiempo que estuvo en Chile, Asprilla logró rápidamente ganarse a la hinchada de Los de Abajo (como se le conoce a los hinchas de la U) al marcarle un gol sobre el final del partido a la Universidad Católica dándole la victoria a su equipo por 3-2 en el llamado Clásico Universitario.

### Cortuluá
Luego de jugar en Chile, Asprilla regresó a Colombia para hacer la pretemporada con el club de su ciudad natal, Cortuluá, con el que jugó un solo partido en el Torneo Apertura 2004, el 7 de febrero, contra Millonarios en el Estadio Nemesio Camacho El Campín, siendo este su último partido como profesional en el fútbol colombiano.

### Estudiantes de La Plata
El último club profesional de la carrera deportiva de Asprilla fue el Estudiantes de La Plata, al cual llegó el 10 de febrero de 2004. En el mencionado club argentino, apenas jugó dos partidos debido a su lesión crónica, regresando a Colombia en el mes de abril de 2004.
En el año 2008, tuvo una oferta para jugar la Copa Sudamericana con el club peruano Sport Áncash, la cual no se concretó, ya que el jugador estaba retirado del fútbol activo.

## Despedida
El 4 de julio de 2009, se realizó su partido de despedida. En el evento jugaron una formación del Atlético Nacional de 1991 integrado por grandes ídolos del club como Mauricio «Chicho» Serna, Diego Osorio, Alexis García, Víctor Hugo Aristizábal y Víctor Marulanda, entre otros, contra Los amigos del Tino, que tenían a Carlos «el Pibe» Valderrama, Adolfo «Tren» Valencia, Giovanni Hernández, Orlando Ballesteros y los brasileños Roque Júnior y Aílton.
Previo al inicio del partido, Asprilla llegó a la cancha del estadio Atanasio Girardot de Medellín en una flamante limusina y vestido de esmoquin. El resultado del partido fue de 3-2 para Atlético Nacional 1991, pero la afición se quedó con ganas de ver un gol del «Tino» Asprilla. Cabe mencionar que el primer tiempo lo jugó en el equipo Amigos del Tino y el segundo tiempo en el Verde.

## Apodos
Faustino Asprilla Hinestroza cuenta con cuatro apodos con los que se le ha identificado en toda su carrera profesional. El primero, y más conocido es Tino, las últimas sílabas de su nombre. Otro es Fausto, el cual es usado principalmente por compañeros. El tercero es la Gacela Negra, destacando su gran velocidad en el ataque. Por último, y quizá más conocido en Inglaterra, está the Octopus (el Pulpo), el cual hace referencia a su gusto por la comida o por la mascota que tuvo cuando era niño, aunque también se dice que es por sus brazos largos que se movían de forma similar a tentáculos.

## Vida personal
Tiene un hijo llamado Santiago y, entre sus propiedades de finca raíz en su natal Tuluá, cuenta con una hacienda llamada San Tino, aludiendo a la combinación entre el nombre de su primogénito con parte del suyo.
Estuvo envuelto en diversos hechos extradeportivos que rozaron e incluso sobrepasaron el escándalo. En 1993, cuando jugaba en Italia, tuvo algunos accidentes de tráfico y su vida nocturna fue cuestionada. Ese mismo año, en un partido amistoso de la selección Colombia contra su similar de Chile jugado el 6 de junio, a Asprilla se le salió el pipí por la manga de la pantaloneta. La revista Deporte Gráfico publicó la fotografía, y después de eso se convirtió en símbolo sexual, llegando a posar desnudo para la revista italiana Moda, y para la revista colombiana SoHo.
En 1997 se le vinculó sentimentalmente con la actriz y modelo Lady Noriega.
En 2003, mientras militaba en la Universidad de Chile, en un entrenamiento del que no participaba por lesión, al borde del campo de juego sacó un arma de fuego y percutió disparos al aire para alentar al equipo que luchaba por el título. 
Como toda celebridad colombiana, Asprilla hizo parte del programa de telerrealidad Desafío 2005, producido por Caracol Televisión. Dos años más tarde volvió a ser parte del espectáculo al aparecer desnudo en la portada de la revista SoHo en la edición del mes de septiembre de 2007.
En 2007 salió publicado el libro Las prepago, de Madame Rochy, en el cual señalaba algunas citas sexuales de Asprilla con algunas modelos, entre ellas Claudia Perlwitz y Tatiana de Los Ríos. Sin embargo, en 2008 ese libro fue vetado y censurado.[cita requerida].
El 19 de abril de 2008, fue detenido en su domicilio luego de haber realizado presuntamente 29 disparos con un fusil R-15 contra un puesto de seguridad del Ingenio San Carlos, vecino de su finca San Tino. Asprilla podía hacerse acreedor a pagar una pena de dos años de cárcel por porte, fabricación y tráfico ilegal de armas de uso exclusivo de las Fuerzas Armadas, según anunció el juez penal municipal de Tuluá. Posteriormente fue puesto en libertad bajo fianza, en espera de que se tomaran las decisiones judiciales correspondientes.
A comienzos de 2009, recibió una condena por parte del juez 26 penal de Medellín debido a una demanda por alimentos interpuesta por su exsuegro Gustavo Cortés Castaño por el presunto incumplimento de los gastos para la manutención del hijo de Asprilla y su exesposa Catalina.
En 2015 vuelve a participar de nuevo en el programa de telerrealidad Desafío 2015, esta vez en la India.

## Selección de Colombia
Antes de su debut con la selección absoluta, Asprilla integró la nómina del equipo olímpico (sub-23) de Colombia en el torneo de fútbol de Barcelona 1992. Posteriormente, el 6 de junio de 1993, hizo su debut con Colombia frente al seleccionado de Chile, marcando un gol.
En 1993 jugó la Copa América realizada en Ecuador, pero sus primeros destellos de talento con la selección fueron en las eliminatorias para la Copa Mundial de 1994. La afición colombiana recuerda especialmente los dos goles que le marcó al arquero Sergio Goycochea en la goleada histórica de Colombia 0-5 sobre Argentina en el Monumental de Núñez, que le dio al combinado cafetero su tiquete directo al Mundial. Una anécdota posterior a la goleada fue que el volante Roberto Sensini, compañero de Asprilla en el Parma FC en aquel entonces, le agradeció al tulueño por la goleada colombiana, ya que debido a ello volvió a ser convocado a la selección de su país.
Se esperaba que en el Mundial de 1994 disputado en Estados Unidos, al cual Colombia llegó como favorita al título según Pelé, se pudiera ver en más de una ocasión la ya tradicional cabriola con la que el Tino festejaba cada vez que anotaba en la red contraria. No obstante, la participación colombiana en el Mundial fue mala, quedando eliminada en primera ronda y con el triste recuerdo del posterior asesinato del defensa Andrés Escobar. Asprilla no marcó gol en los tres partidos.
En la Copa América 1997, Asprilla integró la nómina pero no jugó un solo minuto debido a su lesión de rodilla. Posteriormente, las eliminatorias al Mundial de 1998, Asprilla se convirtió en la principal referencia ofensiva del equipo, con siete goles en once partidos. Sin embargo, durante el Mundial de 1998 realizado en Francia, Asprilla fue sustituido faltando cinco minutos para terminar el primer partido frente a Rumania, ante lo cual se dio una situación de indisciplina y se intensificó el conflicto personal con el técnico Hernán Darío Gómez lo que le llevó a ser expulsado de la concentración del equipo colombiano que acabó eliminado en primera fase.
A pesar de esta situación, Asprilla volvió a ser tenido en cuenta para posteriores convocatorias de su selección, ya con Luis Augusto García como técnico, otros jugadores y llevando a cuestas su delicada lesión de rodilla, que poco a poco fue minando su otrora gran nivel futbolístico. Con Javier Álvarez Arteaga como técnico, una lesión en la rodilla lo privó de jugar la Copa América 1999 realizada en Paraguay. Sus últimas participaciones con la selección de Colombia fueron en la Copa de Oro de la Concacaf 2000, donde Colombia fue subcampeona tras caer en la final 2-0 frente a Canadá, y la eliminatoria al Mundial 2002. Su último partido con la selección fue el 14 de noviembre de 2001 frente a Paraguay donde Colombia lo golearía por 4 goles pero no clasificaría por diferencia de gol al mundial. Además en ese partido el Tino asistió a Aristizábal para el primer gol del partido.
| 1     | 06/06/1993  | Bogotá           | Colombia       | 1-0 | Chile             | Amistoso                       | 1  |
| 2     | 26/06/1993  | Guayaquil        | Colombia       | 1-1 | Uruguay           | Copa América                   | -  |
| 3     | 01/07/1993  | Guayaquil        | Colombia       | 0-0 | Argentina         | Copa América                   | -  |
| 4     | 03/07/1993  | Portoviejo       | Colombia       | 1-0 | Ecuador           | Copa América                   | -  |
| 5     | 01/08/1993  | Barranquilla     | Colombia       | 0-0 | Paraguay          | Elim. Copa Mundial de 1994     | -  |
| 6     | 08/08/1993  | Lima             | Perú           | 0-1 | Colombia          | Elim. Copa Mundial de 1994     | -  |
| 7     | 15/08/1993  | Barranquilla     | Colombia       | 2-1 | Argentina         | Elim. Copa Mundial de 1994     | -  |
| 8     | 22/08/1993  | Asunción         | Paraguay       | 1-1 | Colombia          | Elim. Copa Mundial de 1994     | -  |
| 9     | 29/08/1993  | Barranquilla     | Colombia       | 4-0 | Perú              | Elim. Copa Mundial de 1994     | -  |
| 10    | 05/09/1993  | Buenos Aires     | Argentina      | 0-5 | Colombia          | Elim. Copa Mundial de 1994     | 2  |
| 11    | 03/06/1994  | Boston           | Colombia       | 2-0 | Irlanda del Norte | Amistoso                       | -  |
| 12    | 05/06/1994  | Nueva Jersey     | Colombia       | 2-0 | Grecia            | Amistoso                       | -  |
| 13    | 18/06/1994  | Los Ángeles      | Rumania        | 3-1 | Colombia          | Copa Mundial de Fútbol de 1994 | -  |
| 14    | 22/06/1994  | Los Ángeles      | Estados Unidos | 2-1 | Colombia          | Copa Mundial de Fútbol de 1994 | -  |
| 15    | 26/06/1994  | San Francisco    | Colombia       | 2-0 | Suiza             | Copa Mundial de Fútbol de 1994 | -  |
| 16    | 17/06/1995  | Piscataway       | Colombia       | 1-0 | Nigeria           | US Cup                         | -  |
| 17    | 21/06/1995  | Washington D. C. | Colombia       | 0-0 | México            | US Cup                         | -  |
| 18    | 07/07/1995  | Rivera           | Colombia       | 1-1 | Perú              | Copa América                   | 1  |
| 19    | 10/07/1995  | Rivera           | Colombia       | 1-0 | Ecuador           | Copa América                   | -  |
| 20    | 10/07/1995  | Rivera           | Brasil         | 3-0 | Colombia          | Copa América                   | -  |
| 21    | 16/07/1995  | Montevideo       | Colombia       | 1-1 | Paraguay          | Copa América                   | -  |
| 22    | 1 9/07/1995 | Montevideo       | Uruguay        | 2-0 | Colombia          | Copa América                   | -  |
| 23    | 16/07/1995  | Montevideo       | Colombia       | 4-1 | Estados Unidos    | Copa América                   | 1  |
| 24    | 06/09/1995  | Londres          | Inglaterra     | 0-0 | Colombia          | Amistoso                       | -  |
| 25    | 29/11/1995  | Los Ángeles      | México         | 2-2 | Colombia          | Amistoso                       | -  |
| 26    | 28/03/1996  | Medellín         | Colombia       | 4-1 | Bolivia           | Amistoso                       | 1  |
| 27    | 24/04/1996  | Barranquilla     | Colombia       | 1-0 | Paraguay          | Elim. Copa Mundial de 1998     | 1  |
| 28    | 29/05/1996  | Miami            | Colombia       | 1-0 | Escocia           | Amistoso                       | 1  |
| 29    | 02/06/1996  | Lima             | Perú           | 1-1 | Colombia          | Elim. Copa Mundial de 1998     | -  |
| 30    | 07/07/1996  | Barranquilla     | Colombia       | 3-1 | Uruguay           | Elim. Copa Mundial de 1998     | 1  |
| 31    | 01/09/1996  | Barranquilla     | Colombia       | 4-1 | Chile             | Elim. Copa Mundial de 1998     | 3  |
| 32    | 09/10/1996  | Quito            | Ecuador        | 0-1 | Colombia          | Elim. Copa Mundial de 1998     | 1  |
| 33    | 10/11/1996  | La Paz           | Bolivia        | 2-2 | Colombia          | Elim. Copa Mundial de 1998     | -  |
| 34    | 08/02/1997  | Pereira          | Colombia       | 1-0 | Eslovaquia        | Amistoso                       | 1  |
| 35    | 12/02/1997  | Barranquilla     | Colombia       | 0-1 | Argentina         | Elim. Copa Mundial de 1998     | -  |
| 36    | 02/04/1997  | Asunción         | Paraguay       | 2-1 | Colombia          | Elim. Copa Mundial de 1998     | -  |
| 37    | 05/07/1997  | Santiago         | Chile          | 4-1 | Colombia          | Elim. Copa Mundial de 1998     | -  |
| 38    | 20/07/1997  | Barranquilla     | Colombia       | 1-0 | Ecuador           | Elim. Copa Mundial de 1998     | -  |
| 39    | 20/08/1997  | Barranquilla     | Colombia       | 3-0 | Bolivia           | Elim. Copa Mundial de 1998     | 1  |
| 40    | 10/09/1997  | Barranquilla     | Colombia       | 1-0 | Venezuela         | Elim. Copa Mundial de 1998     | -  |
| 41    | 25/03/1998  | Bogotá           | Colombia       | 0-0 | Yugoslavia        | Amistoso                       | -  |
| 42    | 23/05/1998  | Nueva Jersey     | Escocia        | 2-2 | Colombia          | Amistoso                       | -  |
| 43    | 30/05/1998  | Fráncfort        | Alemania       | 3-1 | Colombia          | Amistoso                       | -  |
| 44    | 03/06/1998  | Bruselas         | Bélgica        | 2-0 | Colombia          | Amistoso                       | -  |
| 45    | 15/06/1998  | Lyon             | Rumania        | 1-0 | Colombia          | Copa Mundial de Fútbol de 1998 | -  |
| 46    | 09/02/1999  | Miami            | Alemania       | 3-3 | Colombia          | Amistoso                       | 2  |
| 47    | 17/06/1999  | Manizales        | Colombia       | 3-3 | Perú              | Amistoso                       | 2  |
| 48    | 12/02/2000  | Miami            | Colombia       | 1-0 | Jamaica           | Copa Oro 2000                  | -  |
| 49    | 16/02/2000  | Miami            | Colombia       | 0-2 | Honduras          | Copa Oro 2000                  | -  |
| 50    | 19/02/2000  | Miami            | Estados Unidos | 2-2 | Colombia          | Copa Oro 2000                  | 1  |
| 51    | 23/02/2000  | San Diego        | Colombia       | 2-1 | Perú              | Copa Oro 2000                  | -  |
| 52    | 27/02/2000  | Los Ángeles      | Canadá         | 2-0 | Colombia          | Copa Oro 2000                  | -  |
| 53    | 27/03/2001  | Bogotá           | Colombia       | 2-0 | Bolivia           | Elim. Copa Mundial de 2002     | -  |
| 54    | 03/06/2001  | Buenos Aires     | Argentina      | 3-0 | Colombia          | Elim. Copa Mundial de 2002     | -  |
| 55    | 07/10/2001  | Montevideo       | Uruguay        | 1-1 | Colombia          | Elim. Copa Mundial de 2002     | -  |
| 56    | 07/11/2001  | Bogotá           | Colombia       | 3-1 | Chile             | Elim. Copa Mundial de 2002     | -  |
| 57    | 14/11/2001  | Asunción         | Paraguay       | 0-4 | Colombia          | Elim. Copa Mundial de 2002     | -  |
| Total |             |                  | Presencias     | 57  |                   | Goles                          | 20 |

### Participaciones en torneos internacionales
| Torneo                           | Sede               | Resultado        | PJ | GA | Asis |
| -------------------------------- | ------------------ | ---------------- | -- | -- | ---- |
| Preolímpico Sudamericano de 1992 | Asunción, Paraguay | Subcampeón       | 6  | 3  | 3    |
| Juegos Olímpicos de 1992         | Barcelona, España  | Fase de grupos   | 3  | 0  | 0    |
| Copa América 1993                | Ecuador            | Tercer lugar     | 3  | 0  | 0    |
| Mundial de USA 1994              | Estados Unidos     | Fase de grupos   | 3  | 0  | 1    |
| Copa América 1995                | Uruguay            | Tercer lugar     | 6  | 2  | 1    |
| Mundial de Francia 1998          | Francia            | Fase de grupos   | 1  | 0  | 0    |
| Copa Oro 2000                    | Estados Unidos     | Subcampeón       | 5  | 1  | 0    |
| Total en Torneos                 | Total en Torneos   | Total en Torneos | 27 | 6  | 5    |

### Participaciones enEliminatorias al Mundial
| Eliminatoria                                | Sede del Mundial       | Posición               | Resultado   | PJ | GA | Asis |
| ------------------------------------------- | ---------------------- | ---------------------- | ----------- | -- | -- | ---- |
| Eliminatoria Mundial de USA 1994            | Estados Unidos         | 1°lugar 10pts Grupo A  | Clasificado | 6  | 2  | 3    |
| Eliminatorias Mundial de Francia 1998       | Francia                | 3°lugar 28pts          | Clasificado | 12 | 7  | 5    |
| Eliminatorias Mundial de Corea y Japón 2002 | Corea del Sur y Japón  | 6°lugar 27pts          | Eliminado   | 5  | 0  | 3    |
| Total en Eliminatorias                      | Total en Eliminatorias | Total en Eliminatorias | 2/3         | 23 | 9  | 11   |

## Estadísticas

### Clubes
| Club | Div.            | Temporada       | Liga  | Liga  | Liga   | Regional(1) | Regional(1) | Regional(1) | Copas nacionales(2) | Copas nacionales(2) | Copas nacionales(2) | Torneos internacionales(3) | Torneos internacionales(3) | Torneos internacionales(3) | Total(4) | Total(4) | Total(4) | Media goleadora |
| Club | Div.            | Temporada       | Part. | Goles | Asist. | Part.       | Goles       | Asist.      | Part.               | Goles               | Asist.              | Part.                      | Goles                      | Asist.                     | Part.    | Goles    | Asist.   | Media goleadora |
| --- | --------------- | --------------- | ----- | ----- | ------ | ----------- | ----------- | ----------- | ------------------- | ------------------- | ------------------- | -------------------------- | -------------------------- | -------------------------- | -------- | -------- | -------- | --------------- |
| Cúcuta Deportivo · Colombia | 1.ª             | 1988            | 36    | 17    | 8      | —           | —           | —           | —                   | —                   | —                   | —                          | —                          | —                          | 36       | 17       | 8        | 0,47            |
| Cúcuta Deportivo · Colombia | 1.ª             | 1989            | 15    | 7     | 4      | —           | —           | —           | —                   | —                   | —                   | —                          | —                          | —                          | 15       | 7        | 4        | 0,47            |
| Cúcuta Deportivo · Colombia | Total club      | Total club      | 51    | 24    | 12     | 0           | 0           | 0           | 0                   | 0                   | 0                   | 0                          | 0                          | 0                          | 51       | 24       | 12       | 0,47            |
| Atlético Nacional · Colombia |                 |                 |       |       |        |             |             |             |                     |                     |                     |                            |                            |                            |          |          |          |                 |
| 1.ª | 1990            | 20              | 9     | 6     | —      | —           | —           | —           | —                   | —                   | 4                   | 0                          | 1                          | 24                         | 9        | 7        | 0,38     |                 |
| 1.ª | 1991            | 34              | 12    | 10    | —      | —           | —           | —           | —                   | —                   | 5                   | 0                          | 1                          | 39                         | 12       | 11       | 0,31     |                 |
| 1.ª | 1992            | 6               | 4     | 2     | —      | —           | —           | —           | —                   | —                   | 7                   | 3                          | 4                          | 13                         | 7        | 6        | 0,54     |                 |
| Total 1.ª etapa | Total 1.ª etapa | 60              | 25    | 18    | 0      | 0           | 0           | 0           | 0                   | 0                   | 16                  | 3                          | 6                          | 76                         | 28       | 24       | 0.37     |                 |
| Parma AC · Italia | 1.ª             | 1992-93         | 26    | 7     | 5      | —           | —           | —           | 7                   | 1                   | 1                   | 6                          | 4                          | 0                          | 39       | 12       | 6        | 0,31            |
| Parma AC · Italia | 1.ª             | 1993-94         | 27    | 10    | 6      | —           | —           | —           | 7                   | 4                   | 2                   | 10                         | 2                          | 0                          | 44       | 16       | 8        | 0,36            |
| Parma AC · Italia | 1.ª             | 1994-95         | 25    | 6     | 4      | —           | —           | —           | 7                   | 0                   | 2                   | 8                          | 4                          | 1                          | 40       | 10       | 7        | 0,25            |
| Parma AC · Italia | 1.ª             | 1995-96         | 6     | 2     | 2      | —           | —           | —           | 1                   | 0                   | 0                   | —                          | —                          | —                          | 7        | 2        | 2        | 0,29            |
| Parma AC · Italia | Total 1.ª etapa | Total 1.ª etapa | 84    | 25    | 17     | 0           | 0           | 0           | 22                  | 5                   | 5                   | 22                         | 10                         | 1                          | 128      | 40       | 23       | 0.31            |
| Newcastle United Inglaterra |                 |                 |       |       |        |             |             |             |                     |                     |                     |                            |                            |                            |          |          |          |                 |
| 1.ª | 1996            | 14              | 3     | 7     | —      | —           | —           | —           | —                   | —                   | —                   | —                          | —                          | 14                         | 3        | 7        | 0,21     |                 |
| 1.ª | 1996-97         | 24              | 4     | 5     | —      | —           | —           | 3           | 0                   | 1                   | 6                   | 5                          | 1                          | 33                         | 9        | 7        | 0,27     |                 |
| 1.ª | 1997-98         | 10              | 2     | 2     | —      | —           | —           | 1           | 0                   | 0                   | 5                   | 4                          | 2                          | 16                         | 6        | 4        | 0,38     |                 |
| Total club | Total club      | 48              | 9     | 14    | 0      | 0           | 0           | 4           | 0                   | 1                   | 11                  | 9                          | 3                          | 63                         | 18       | 18       | 0,29     |                 |
| Parma AC · Italia | 1.ª             | 1998            | 4     | 0     | 0      | —           | —           | —           | —                   | —                   | —                   | —                          | —                          | —                          | 4        | 0        | 0        | 0,00            |
| Parma AC · Italia | 1.ª             | 1998-99         | 8     | 1     | 1      | —           | —           | —           | 3                   | 2                   | 0                   | 5                          | 0                          | 2                          | 16       | 3        | 3        | 0,19            |
| Parma AC · Italia | Total 2.ª etapa | Total 2.ª etapa | 12    | 1     | 1      | 0           | 0           | 0           | 3                   | 2                   | 0                   | 5                          | 0                          | 2                          | 20       | 3        | 3        | 0.15            |
| Parma AC · Italia | Total club      | Total club      | 96    | 26    | 18     | 0           | 0           | 0           | 25                  | 7                   | 5                   | 27                         | 10                         | 3                          | 148      | 43       | 26       | 0.29            |
| SE Palmeiras · Brasil |                 |                 |       |       |        |             |             |             |                     |                     |                     |                            |                            |                            |          |          |          |                 |
| 1.ª | 1999            | 6               | 2     | 1     | —      | —           | —           | —           | —                   | —                   | 7                   | 1                          | 2                          | 13                         | 3        | 3        | 0,23     |                 |
| 1.ª | 2000            | 6               | 1     | 1     | 15     | 5           | 5           | 7           | 4                   | 1                   | 10                  | 1                          | 3                          | 38                         | 11       | 10       | 0,29     |                 |
| Total club | Total club      | 12              | 3     | 2     | 15     | 5           | 5           | 7           | 4                   | 1                   | 17                  | 2                          | 5                          | 51                         | 14       | 13       | 0,28     |                 |
| Fluminense FC · Brasil |                 |                 |       |       |        |             |             |             |                     |                     |                     |                            |                            |                            |          |          |          |                 |
| 1.ª | 2000            | 3               | 0     | 0     | —      | —           | —           | —           | —                   | —                   | —                   | —                          | —                          | 3                          | 0        | 0        | 0,00     |                 |
| 1.ª | 2001            | —               | —     | —     | 15     | 8           | 5           | 2           | 0                   | 0                   | —                   | —                          | —                          | 17                         | 8        | 5        | 0,47     |                 |
| Total club | Total club      | 3               | 0     | 0     | 15     | 8           | 5           | 2           | 0                   | 0                   | 0                   | 0                          | 0                          | 20                         | 8        | 5        | 0,40     |                 |
| CF Atlante · México | 1.ª             | 2001            | 12    | 3     | 0      | —           | —           | —           | —                   | —                   | —                   | —                          | —                          | —                          | 12       | 3        | 0        | 0,25            |
| Atlético Nacional · Colombia | 1.ª             | 2002            | 11    | 3     | 2      | —           | —           | —           | —                   | —                   | —                   | —                          | —                          | —                          | 11       | 3        | 2        | 0,27            |
| Atlético Nacional · Colombia | Total club      | Total club      | 71    | 28    | 20     | 0           | 0           | 0           | 0                   | 0                   | 0                   | 16                         | 3                          | 6                          | 87       | 31       | 26       | 0,36            |
| Universidad de Chile · Chile | 1.ª             | 2003            | 13    | 5     | 5      | —           | —           | —           | —                   | —                   | —                   | —                          | —                          | —                          | 13       | 5        | 5        | 0,39            |
| CCD Tuluá · Colombia | 1.ª             | 2004            | 1     | 0     | 0      | —           | —           | —           | —                   | —                   | —                   | —                          | —                          | —                          | 1        | 0        | 0        | 0,00            |
| Estudiantes de La Plata Argentina | 1.ª             | 2004            | 2     | 0     | 0      | —           | —           | —           | —                   | —                   | —                   | —                          | —                          | —                          | 2        | 0        | 0        | 0,00            |
| Total carrera | Total carrera   | Total carrera   | 309   | 98    | 71     | 30          | 13          | 10          | 38                  | 11                  | 7                   | 73                         | 24                         | 17                         | 450      | 146      | 105      | 0,32            |
| (1) Incluye datos del Campeonato Paulista (2000); Torneo Río-São Paulo (2000-01); Campeonato Carioca (2001). (2) Incluye datos de la Community Shield / Copa de la Liga de Inglaterra / FA Cup (1996-98); Copa Italia / Supercopa de Italia (1992-99); Copa de Brasil / Copa dos Campeões (2000-01). (3) Incluye datos de la Recopa Sudamericana / Copa Interamericana (1990); Recopa de Europa de la UEFA / Supercopa de la UEFA (1992-94); Liga de Campeones de la UEFA (1997); Copa de la UEFA (1994-99); Copa Libertadores (1990-00); Copa Mercosur / Copa Intercontinental (1999-00). (4) No incluye goles en partidos amistosos. |                 |                 |       |       |        |             |             |             |                     |                     |                     |                            |                            |                            |          |          |          |                 |

### Selecciones
| Selección | Temporada     | Amistosos | Amistosos | Amistosos | Sudamérica(1) | Sudamérica(1) | Sudamérica(1) | Mundial(2) | Mundial(2) | Mundial(2) | Total | Total | Total  | Media goleadora |
| Selección | Temporada     | Part.     | Goles     | Asist.    | Part.         | Goles         | Asist.        | Part.      | Goles      | Asist.     | Part. | Goles | Asist. | Media goleadora |
| --- | ------------- | --------- | --------- | --------- | ------------- | ------------- | ------------- | ---------- | ---------- | ---------- | ----- | ----- | ------ | --------------- |
| Olímpica · Colombia | 1992          | —         | —         | —         | 6             | 3             | 2             | 3          | 0          | 1          | 9     | 3     | 3      | 0,33            |
| Olímpica · Colombia | Total         | 0         | 0         | 0         | 6             | 3             | 2             | 3          | 0          | 1          | 9     | 3     | 3      | 0,33            |
| Absoluta · Colombia | 1993          | 1         | 1         | 0         | 9             | 2             | 3             | —          | —          | —          | 10    | 3     | 3      | 0,30            |
| Absoluta · Colombia | 1994          | 2         | 0         | 2         | —             | —             | —             | 3          | 0          | 1          | 5     | 0     | 3      | 0,00            |
| Absoluta · Colombia | 1995          | 4         | 0         | 0         | 6             | 2             | 1             | —          | —          | —          | 10    | 2     | 1      | 0,20            |
| Absoluta · Colombia | 1996          | 2         | 2         | 1         | 6             | 6             | 1             | —          | —          | —          | 8     | 8     | 2      | 1,00            |
| Absoluta · Colombia | 1997          | 1         | 1         | 0         | 6             | 1             | 1             | —          | —          | —          | 7     | 2     | 1      | 0,29            |
| Absoluta · Colombia | 1998          | 4         | 0         | 0         | —             | —             | —             | 1          | 0          | 0          | 5     | 0     | 0      | 0,00            |
| Absoluta · Colombia | 1999          | 2         | 4         | 1         | —             | —             | —             | —          | —          | —          | 2     | 4     | 1      | 2,00            |
| Absoluta · Colombia | 2000          | —         | —         | —         | —             | —             | —             | 5          | 1          | 0          | 5     | 1     | 0      | 0,20            |
| Absoluta · Colombia | 2001          | —         | —         | —         | 5             | 0             | 3             | —          | —          | —          | 5     | 0     | 3      | 0,00            |
| Absoluta · Colombia | Total         | 16        | 8         | 4         | 32            | 11            | 9             | 9          | 1          | 1          | 57    | 20    | 14     | 0,35            |
| Total carrera | Total carrera | 16        | 8         | 4         | 38            | 14            | 11            | 12         | 1          | 2          | 66    | 23    | 17     | 0,35            |
| (1) Incluye datos del Preolímpico Sub-23 (1992); Copa América / Clasificatorias Sudamericanas (1993-01). (2) Incluye los partidos de los Juegos Olímpicos (1992); Copa Oro de la Concacaf (2000). |               |           |           |           |               |               |               |            |            |            |       |       |        |                 |

### Resumen estadístico
| Competición           | Partidos | Goles | Promedio | Asistencias | Promedio | Goles y asistencias | Promedio |
| --------------------- | -------- | ----- | -------- | ----------- | -------- | ------------------- | -------- |
| Primera División      | 309      | 98    | 0,32     | 74          | 0,24     | 172                 | 0,56     |
| Regional              | 30       | 13    | 0,43     | 10          | 0,33     | 23                  | 0,77     |
| Copas nacionales      | 38       | 11    | 0,29     | 7           | 0,18     | 18                  | 0,47     |
| Copas internacionales | 73       | 24    | 0,33     | 17          | 0,23     | 41                  | 0,56     |
| Selección absoluta    | 57       | 20    | 0,35     | 14          | 0,25     | 34                  | 0,60     |
| Selección olímpica    | 9        | 3     | 0,33     | 3           | 0,33     | 6                   | 0,67     |
| Total                 | 516      | 169   | 0,33     | 125         | 0,24     | 294                 | 0,57     |

### Tripletas
| 1 | 5 de diciembre de 1990   | El Campín, Bogotá                   | Independiente Santa Fe-Atlético Nacional |  | 0-3 | Campeonato Colombiano 1990           |
| 2 | 19 de septiembre de 1993 | Ennio Tardini, Parma                | Parma-Torino FC                          |  | 3-0 | Serie A 1993-94                      |
| 3 | 19 de abril de 1995      | Ennio Tardini, Parma                | Parma-Bayer 04 Leverkusen                |  | 3-0 | Copa de la UEFA 1994-95              |
| 4 | 1 de septiembre de 1996  | Metropolitano, Barranquilla         | Colombia-Chile                           |  | 4-1 | Clasificatorias Sudamericanas 1998   |
| 5 | 17 de septiembre de 1997 | St James' Park, Newcastle upon Tyne | Newcastle United FC-FC Barcelona         |  | 3-2 | Liga de Campeones de la UEFA 1997-98 |
| 6 | 5 de junio de 2002       | Atanasio Girardot, Medellín         | Atlético Nacional-Deportivo Pasto        |  | 3-0 | Apertura 2002                        |

## Palmarés

### Campeonatos estaduales
| Título               | Club      | País   | Año  |
| -------------------- | --------- | ------ | ---- |
| Torneo Río-São Paulo | Palmeiras | Brasil | 2000 |

### Campeonatos nacionales
| Título                | Club              | País     | Año  |
| --------------------- | ----------------- | -------- | ---- |
| Campeonato Colombiano | Atlético Nacional | Colombia | 1991 |
| Copa Italia           | Parma             | Italia   | 1999 |
| Copa de Campeones     | Palmeiras         | Brasil   | 2000 |

### Copas internacionales
| Título              | Club              | Ciudad       | Año  |
| ------------------- | ----------------- | ------------ | ---- |
| Copa Interamericana | Atlético Nacional | México D. F. | 1990 |
| Recopa de Europa    | Parma             | Londres      | 1993 |
| Supercopa de Europa | Parma             | Milan        | 1993 |
| Copa de la UEFA     | Parma             | Turín        | 1995 |
| Copa de la UEFA     | Parma             | Moscú        | 1999 |

### Distinciones individuales
| Distinciones                 | Año  |
| ---------------------------- | ---- |
| 6.º lugar Fifa World Player  | 1993 |
| Nominado Fifa World Player   | 1996 |
| 19.º lugar Fifa World Player | 1997 |

## Televisión
- Desafío 2005: Cabo Tiburón, Chocó, Colombia
- Desafío 2015: India, la reencarnación
- ESPN FC, programa del canal ESPN
- The Wall Colombia, junto a Andrea Serna (capítulo 6)
- Desafío XX  (2024)

## Nota
1. ↑  En el apartado Gol, el tanto marcado por Faustino, en cada encuentro, es el ubicado a la izquierda del marcador. De igual forma, en Resultado, a la izquierda de cada marcador se encuentran los goles de la selección de Colombia.